# Provença-Alps-Costa Blava
Provença-Alps-Costa Blava (en occità Provença-Aups-Còsta d'Azur; en francès Provence-Alpes-Côte d'Azur [/pʁɔ.vɑ̃.s‿alp(ə) kot d‿a.zyʁ/]) és una regió de França situada al sud-est del país, a la costa mediterrània. El seu acrònim en francès és PACA o Paca, i des del 2018 els seu consell regional va començar a comercialitzar el nom de Regió Sud, tot i que el nom anterior resta l'única denominació oficial. La seva capital és Marsella.
La regió està formada per sis departaments, que eren les províncies de Provença (Provence) i el Delfinat (Dauphiné) durant l'Antic Règim. Una part de Vaucluse és resultat de l'annexió del comtat durant el període revolucionari, la major part dels Alps-marítims es van incorporar al comtat de Niça, a França, durant el segon imperi.

## Geografia
Provença – Alps – Costa Blava limita al nord amb la regió d'Alvèrnia-Roine-Alps, a l'est amb Itàlia, al sud amb la mar Mediterrània i a l'oest amb la regió d'Occitània. Així mateix, envolta Mònaco, una petita ciutat-principat independent. Correspon aproximadament amb la regió històrica de la Provença.
Aquesta regió està formada per 6 departaments, que es detallen a continuació:
- Alps de l'Alta Provença
- Alps Marítims
- Alts Alps
- Boques del Roine
- Valclusa
- Var

Al litoral mediterrani es concentra la major part de la població. És la tercera regió més poblada (4,5 milions d'habitants) després de l'Illa de França i Roine-Alps. La seva densitat de població, 144 habitants/km², és una mica superior a la mitjana nacional (110).

## Demografia
Provença – Alps – Costa Blava és la tercera regió més poblada de França darrere de l'Illa de França i Roine-Alps.
Té 963 municipis, dels quals 34 tenen més de 20.000 habitants. Aquests 34 municipis representen més del 58,30% de la població regional.Al litoral mediterrani es concentra la major part de la població. La població, fortament urbanitzada, s'agrupa al voltant de quatre centres urbans principals: tres sobre el litoral, Marsella, Toulon i Niça, i la vall del Roine, Avinyó. Els dos departaments muntanyosos dels Hautes-Alps i dels Alps de l'Alta Provença compten únicament amb 250.000 habitants, és a dir, el 6% de la població total. La Costa Blava, part del litoral que s'estén entre Toulon i la frontera italiana, és una de les regions de França més freqüentades pels turistes francesos i estrangers.
La majoria de la població es concentra a la franja costanera, a les àrees metropolitanes de Marsella/Ais de Provença, Niça i Toló. L'única gran ciutat de l'interior és Avinyó, situada a la vall del riu Roine.

## Política
El president d'aquesta regió és el republicà Renaud Muselier, que ocupa aquest càrrec des de 2017.
A les eleccions regionals de 2004, l'esquerra francesa va aconseguir la majoria absoluta al Consell Regional. La coalició formada pel Partit Socialista, el Partit Comunista Francès, Els Verds, el Partit Radical d'Esquerra i el Moviment Republicà i Ciutadà va obtenir el 45,04% dels vots emesos a la segona volta i 73 del 123 escons de l'assemblea regional. Anteriorment, a les eleccions regionals de 1998, l'esquerra només havia pogut obtenir una majoria relativa de 48 escons.
La llista de la dreta, formada per la UMP i la Unió per a la Democràcia Francesa, va ser la segona candidatura més votada amb el 33,90% dels vots emesos a la segona volta i 31 escons.
L'ultradretà Front Nacional va aconseguir el 21,06% dels vots i 19 escons. Això representa una lleugera baixada respecte de les eleccions regionals de 1998, en què el Front Nacional va obtenir 22 escons. Amb tot, Provença – Alps – Costa Blava continua sent una de les regions franceses on la ultradreta aconsegueix els seus millors resultats electorals.

## Relleu
Comprèn zones d'alta muntanya, constituïdes pel braç sud-est de l'arc alpí, cadenes costaneres que aïllen planes litorals, i en la seva part occidental, zones de plana al baix vall del Roine, que desemboca en un delta pantanós (la Camargue). El punt més alt de la regió se situa en la Barre des Écrins (4.102 m) en els Hautes-Alpes.

## Agricultura
La morfologia regional és rica, el seu sol i la seva diversitat de climes han permès el desenvolupament de les diverses cultures. L'horticultura a la regió de Camargue, fruites i verdures en Vaucluse, les olives de Niça, vinyes o plantes i herbes aromàtiques com l'espígol en Muntanyes com Valensole de Vaucluse en són alguns exemples.

## Climes
La regió és tant calenta com freda, amb dos climes (Mediterrani i de muntanya), aquests només estan separats per un centenar de quilòmetres. El clima mediterrani es caracteritza per una excel·lent insolació, estius molt secs i les precipitacions irregulars, tant de la base d'una publicació mensual d'un any a un altre. Cal destacar que les pluges torrencials són només parcialment beneficioses per a la vegetació. Aquesta és una de les raons del seu aspecte àrid i dels incendis forestals. El clima de muntanya es reflecteix en l'augment de les precipitacions i un sol d'hivern. En comparació amb la plana, les temperatures són en mitjana de 6 graus per sota d'una caiguda vertical de 1 000 metres

## Heràldica i bandera
La regió reuneix tots els territoris de la Provença, Dauphine i del sud-est del Comtat de Niça.
- A la dreta, el lloc de protegir l'honor, la Provença antiga: el blasó de la casa de Barcelona.
- A la figura sinistra, el cap (a dalt), el dofí prestat Hautes-Alpes (al seu torn pres de la capa històrica de la Dauphine)
- Al pic de sinistre (baix), l'àguila prestat Alpes-Maritimes, que és l'emblema de la ciutat de Niça i el vell comtat de Niça.
- A la bandera, els colors de la Provença ocupen dos terços de la superfície: